# Аракелян, Сергей Карапетович
Сергей Карапетович Аракелян (11 ноября 1928 — 17 мая 2021) — советский государственный деятель, руководитель строительства предприятий нефтяной и газовой промышленности, лауреат Государственной премии СССР.

## Биография
Родился 11 ноября 1928 года в селе Казанчи (близ города Гюмри). В 1932 году переехал с родителями в Баку.
Окончил Азербайджанский индустриальный институт имени Азизбекова (1950).
С 1950 года работал в тресте «Саратовнефтегазстрой» мастером, прорабом на строительстве головной Кологривовской компрессорной станции и цеха сероочистки на газопроводе Саратов — Москва, начальником участка по обустройству нефтегазового месторождения в Елшанском, Песчано-Уменском и других месторождениях.
Затем — главный инженер, начальник строительного управления по освоению нефтегазового месторождения «Степное» и строительству жилого поселка для эксплуатационников и строителей в Саратовском Заволжье.
С 1960 года первый управляющий треста № 5 «Нефтегазстрой», который в 1970 г. был награждён орденом Трудового Красного Знамени. С 1971 года начальник объединения «Приволжскгазпромстрой» (в которое был реорганизован его трест).
С 1976 года возглавлял крупнейший в Министерстве строительства предприятий нефтяной и газовой промышленности главк — «Главнефтегазспецмонтаж».
В 1978—1991 годах — заместитель министра строительства предприятий нефтяной и газовой промышленности СССР.
С 1984 года одновременно руководил внешнеэкономической деятельностью Миннефтегазстроя в области строительства объектов нефтегазового комплекса за рубежом.
Уполномоченный Министерства по устранению последствий землетрясений в Узбекистане (Газли) (1976) и в Армении (1988), по ликвидации аварии на заполярном газопроводе Мессояха — Норильск.
С ноября 1990 по январь 1991 года в период военной операции «Буря в пустыне» Уполномоченный Правительства СССР по эвакуации из Ирака специалистов Миннефтегазстроя (несколько тысяч человек).
Лауреат Государственной премии СССР (1985 — за проектирование и строительство подводных переходов повышенной надёжности ТКЗП Уренгой-Помары-Ужгород) и премии Совета Министров СССР (1974 — за строительство подземных хранилищ газа на Елшано-Курдюмском, Песчано-Уметском месторождениях).
Заслуженный строитель РСФСР, Почётный работник газовой промышленности (1978), Почётный нефтяник РСФСР (1988), Почётный работник топливно-энергетического комплекса" (1999). Награждён медалью «Почётный строитель Польской Народной республики» (1988), медалью Болгарской Народной республики «Майстор Колью Фичето» (1988), Грамотой Президиума Верховного Совета РСФСР (1988).
Скончался 17 мая 2021 года. Похоронен на Армянском кладбище в городе Москве.

## Правительственные награды
- Орден Ленина
- Орден Трудового Красного Знамени
- Орден Дружбы народов